# Bączek (Pommeren)
Bączek is een plaats in het Poolse district  Starogardzki, woiwodschap Pommeren. De plaats maakt deel uit van de gemeente Skarszewy en telt 492 inwoners.